# Villavelayo
Villavelayo es un municipio perteneciente a las 7 Villas, enclavado en la comarca del Alto Najerilla de la comunidad autónoma de La Rioja (España). Está situado en la sierra de la Demanda, en la parte más sudoccidental de la región, a 940 metros de altura.

## Historia
Los primeros documentos escritos que dan cuenta de su existencia datan del siglo X, en tiempos del conde Fernán González.
En cuanto a sus orígenes, es razonable pensar que se sitúan en los primeros tiempos de la repoblación cristiana allá por el siglo VII, es decir hace ya más de 1300 años.
Perteneció esta villa al alfoz de Canales, que posteriormente sería vendido por el monasterio de San Pedro de Arlanza en 1246 a los señores de Cameros, que bajo la tiranía de ellos permanecieron estas villas hasta el año 1821.
En cuanto a lo económico, la institución medieval de la Mesta marca la historia de la Sierra hasta nuestros días. La trashumancia ordenó el espacio, los usos y la forma de vida de muchas generaciones. El ganado ovino se adapta perfectamente a las condiciones orográficas y climatológicas, también podemos encontrar en menor número ganado vacuno y caprino, siendo de buena calidad sus carnes debido a la excelencia de los pastos.
El aprovechamiento forestal de bosques ocupa mil cuatrocientas hectáreas que constituyen un compendio natural en sí mismas dada su característica bidiversidad. En ellas encontramos hayedos, robledales, acebos y en el límite con la provincia de Burgos, grandes pinares.

## Geografía humana

### Demografía
Cuenta con una población de 41 habitantes (INE 2024).
| Gráfica de evolución demográfica de Villavelayo entre 1842 y 2021                                                     |
| |
| Población de derecho según los censos de población del INE. Población de hecho según los censos de población del INE. |

Villavelayo ha sido siempre una villa eminente ganadera. Ha basado su economía en la ganadería ovina lanar, que hasta el siglo XIX era muy rentable ya que era muy deseada por la industria textil. Con el cierre de las industrias textiles de la zona a finales del siglo XIX, y el declive general de la ganadería ovina durante la primera mitad del siglo XX, se produjo una emigración constante en la localidad. Las primeras décadas del siglo XX a América, sobre todo Argentina y Chile, y a partir de los años 60 a destinos nacionales, primero a Bilbao, Barcelona o Madrid, y ya en los años 70 a Logroño.
Desde el gran éxodo de los años 60 y 70 dónde perdió dos tercios de la población que quedaba, se ha ido manteniendo alrededor de los 70 censados, aunque las perspectivas de futuro son bastante negativas por el envejecimiento de la población y la falta de niños y familias jóvenes.

## Administración
| Periodo   | Nombre                       | Partido |
| --------- | ---------------------------- | ------- |
| 1979-1983 | S. Medel García              | UCD     |
| 1983-1987 | Andrés Pablo García          | AP      |
| 1987-1991 | Andrés Pablo García          | AP      |
| 1991-1995 | Miguel Ángel Sáinz Domínguez | PSOE    |
| 1995-1999 | Miguel Ángel Sáinz Domínguez | PSOE    |
| 1999-2003 | Miguel Ángel Sáinz Domínguez | PSOE    |
| 2003-2007 | Miguel Ángel Sáinz Domínguez | PSOE    |
| 2007-2011 | Carlos del Castillo García   | PP      |
| 2011-2015 | Carlos del Castillo García   | PP      |
| 2015-2019 | Alfredo Herrero Medel        | PP      |
| 2019-2023 | Alfredo Herrero Medel        | PP      |

## Monumentos
Por un lado, destaca en esta villa su Iglesia de Santa María que data del siglo VI-VII, aunque en el templo conviven varios estilos arquitectónicos, visigótico, mozárabe, románico, importante templo para investigadores e historiadores.
Cuenta también Villavelayo con una ermita del siglo XVII dedicada a Santa Áurea, patrona e hija de la villa y cuyas fiestas se celebran el 11 de marzo y gracias el segundo domingo del mes de agosto, con sus danzas y el tradicional baile del cachivirrio.